# Theme Hospital
Theme Hospital è un videogioco gestionale di simulazione di un ospedale, sviluppato da Bullfrog Productions e pubblicato dalla Electronic Arts per MS-DOS e Microsoft Windows nel 1997.
Nel 1998 è stata effettuata una conversione per PlayStation. Nel 2007 la Codemasters ha pubblicato Hospital Tycoon, considerato dalla critica "un remake di Theme Hospital". A partire dal 31 gennaio 2008 è disponibile per PlayStation 3 e PlayStation Portable tramite PlayStation Network. Dal 2012 è possibile acquistare la versione per Microsoft Windows e macOS presso GOG.com. Nel 2015 la versione per Windows è stata inserita su Origin e temporaneamente resa disponibile per il download gratuito.
Nel gioco è presente solo l'annunciatrice come unica voce parlante; nel caso dell'edizione italiana, tale voce è doppiata da Grazia Verasani.

## Modalità di gioco
Il giocatore ha il compito di costruire gli opportuni reparti necessari per l'accettazione, la diagnosi e la cura dei pazienti, anche in situazioni di emergenza. L'interno dell'ospedale, inizialmente un edificio vuoto, viene mostrato con visuale isometrica con livello di zoom variabile e le persone al suo interno si muovono in tempo reale.
Il fulcro del gioco consiste nella costruzione delle stanze, che devono essere opportunamente disposte ed equipaggiate. I reparti devono presentare staff sanitario preparato e macchinari funzionanti. All'interno dell'ospedale è inoltre importante mantenere la pulizia delle stanze, fornendo opportuni servizi igienici, evitare lunghe code di attesa e fornire le stanze di piante, termosifoni e distributori automatici. Anche lo staff necessita di un'apposita sala del personale.
Nonostante non abbia il controllo diretto sullo staff ospedaliero o sui pazienti che frequentano l'ospedale, il giocatore può assumere o licenziare dottori, infermieri, receptionist e inservienti, modificarne il salario o trasferirli da un locale all'altro.
Ad ogni livello è fornito un esiguo budget e un edificio vuoto da costruire in un tempo limitato e da amministrare in maniera tale da soddisfare alcuni requisiti: equilibrio finanziario, numero di cure erogate, valore economico dell'ospedale, reputazione della struttura e percentuale di pazienti curati con successo. Una volta soddisfatti i criteri, una comunicazione da parte del Ministero della Salute notificherà la possibilità di proseguire ad un livello successivo in cui verrà fornito un ospedale di dimensioni maggiori, tuttavia con più malattie e situazioni di emergenza da amministrare.
Il numero di clienti in arrivo all'ospedale dipende, in parte, dalla sua reputazione e dal costo dei trattamenti medici. Sebbene la maggior parte delle malattie sia curata nel reparto Farmacia, alcuni malanni, come Ossa rotte, Iperlingua e Calvizie, necessitano di stanze dotate di particolari macchinari.
Il livello finale del videogioco contempla tutte le malattie presenti nei precedenti scenari ed è caratterizzato da frequenti emergenze e requisiti di vittoria estremamente elevati.

## Reparti
Le stanze in Theme Hospital sono suddivise in quattro categorie, in base alle mansioni che si svolgono al loro interno: Diagnosi, Trattamento, Clinica e Attrezzature.
- Diagnosi: Ambulatorio, Diagnosi generale, Cardiologia, Sala TAC, Sala Ultrascan, Macchina sangue, Radiologia, Psichiatria e Corsia
- Trattamenti: Psichiatria, Corsia, Sala operatoria e Farmacia
- Cliniche: Sala Pompa, Clinica DNA, Tricorestauro, Clinica Iperlingua, Clinica Fratture, Clinica Elettrolisi, Vasca Gel e Decontaminazione
- Attrezzature: Sala personale, Reparto Ricerca, Toilette e Sala tirocinio

### Descrizione di alcuni reparti del gioco
Ambulatorio
L'ambulatorio è una sala di dimensioni variabili contenente almeno una sedia, una scrivania e uno schedario, oltre che ad altri oggetti opzionali. Questa è la sala più importante di tutto il gioco dato che i pazienti che arrivano devono necessariamente fare una diagnosi nell'ambulatorio. Per il funzionamento dell'ambulatorio è necessario un medico anche senza alcuna specializzazione. Dopo esser stato visitato nell'ambulatorio, il paziente può essere immediatamente curato o controllato meglio tramite altre diagnosi.
Sala personale
La sala personale, atta a far riposare il personale dell'ospedale è una stanza di dimensioni variabili, composta da un accessorio indispensabile (un divano giallo) e da alcuni oggetti opzionali tra i quali almeno una TV, un biliardo, una console da videogioco (solo nei livelli più avanzati), delle piante, un estintore e dei termosifoni. Dopo un riposo completo, il personale ritorna automaticamente nella stanza in cui lavora. La costruzione di una sala personale è molto importante, perché un personale molto stanco combina disastri all'interno dell'ospedale, compromettendo quindi lo svolgimento corretto delle terapie.
Sala tirocinio
Questa sala, costruibile solo nei livelli più avanzati, può essere di dimensioni variabili e comprende oggetti necessari (un proiettore ed una sedia) e non necessari (piante, estintori, cestini, scheletri, librerie e termosifoni). La stanza è occupata da uno o più dottori e da un dottore consulente; quest'ultimo svolge la funzione di insegnante, e porta avanti le lezioni necessarie a far passare i suoi allievi da assistenti a dottori, o da dottori a consulenti. Il consulente si occupa anche di istruire gli allievi relativamente alla propria specializzazione, rendendoli così a loro volta psichiatri, ricercatori o chirurghi.
Clinica iperlingua
Questa sala appartiene alla categoria delle cliniche, ed è composta da un macchinario (detto affettatrice) che ha bisogno di una saltuaria manutenzione, e di un dottore che la utilizzi; la sala può anche essere abbellita con alcuni oggetti (piante, cestini, estintori e termosifoni). Viene utilizzata per curare i pazienti affetti dalla malattia iperlingua, e il meccanismo consiste nell'inserire la lingua malata nella fenditura del macchinario e, girando una manovella, tagliarla per riportarla alle dimensioni corrette.
Corsia
Questa sala, ove è necessaria la presenza di un'infermiera, appartiene alla categoria "trattamento" ed è composta da almeno un letto e una scrivania, e può essere abbellita con più letti, cestini, termosifoni e piante. La sala serve per tutte quelle situazioni in cui è richiesto un certo periodo di degenza, necessario per curare alcune malattie, o per certe diagnosi; se è presente una sala operatoria, i pazienti che hanno bisogno di essere operati devono obbligatoriamente stare un po' di tempo all'interno della corsia. Entrato nella sala (che deve essere necessariamente grande, perché i letti occupano spazio), il paziente viene accompagnato nel letto, e vi resta per il tempo necessario a ricevere la diagnosi, la cura o il trattamento preoperatorio a seconda dei casi.
Clinica Fratture
Questa sala appartiene alla categoria delle cliniche e la sua utilità risiede nella sola guarigione dalla malattia delle ossa rotte. Un'infermiera fa sedere il paziente, che si presenta ingessato alla testa, a una gamba o ad un braccio, e la macchina, una volta chiuso il paziente all'interno, provvede a togliergli il gesso.
Sala Pompa
Questa sala, che appartiene al gruppo delle cliniche, serve a guarire dalla testa gonfia. Al paziente, che si presenta con una testa gigantesca, viene fatta esplodere la testa con uno spillone e poi rigonfiata attraverso un compressore. Per il funzionamento di questa macchina è necessario un medico generico.
Tricorestauro
Questa sala, appartenente alle cliniche, serve per guarire dalla calvizie. Un medico fa sedere il paziente (calvo) su una poltrona molto futuristica, e un casco simile a quello dei parrucchieri si poggia sulla testa del paziente, finché il casco si solleva e il paziente si rialza con un'invidiabile chioma in stile Elvis Presley.
Sala Operatoria
In questa sala, appartenente alla categoria Trattamenti, si eseguono le operazioni chirurgiche. Funziona solo in presenza di due medici specializzati in chirurgia, e si curano malattie come costolette, cuore infranto, calcoli renali, calcoli gassosi, noci perforate etc...
Psichiatria
Questa sala ha funzioni terapeutiche e diagnostiche, in quanto il medico specializzato in psichiatria potrà collaborare ad individuare la malattia del paziente, oppure curare disturbi come la sindrome di Elvis, la nostalgia di III grado, il riso infettivo, le mani sudate etc...
Farmacia
Questa sala può essere gestita solo dalle infermiere, ed ha la funzione di preparare medicinali per curare alcuni tipi di disturbi come la colonite, la grattarola, la trasparenza, l'invisibilità etc...
Clinica Elettrolisi
Questa clinica è utile ai malati di Cespuglite, che ha come sintomi evidenti il corpo interamente ricoperto di peli. Un medico invita il paziente a salire su uno strumento che scaricherà sul paziente una violenta scossa elettrica che brucerà completamente i peli in eccesso. Questa macchina necessita di manutenzione da parte di un inserviente.
Decontaminatrice
Questa clinica serve ai malati di Radiazione Grave, i cui affetti si presentano in ospedale avvolti da un alone verde. Un dottore li farà sistemare in questo macchinario, che provvederà a fare una doccia decontaminante. Necessita anch'essa di manutenzione da parte di un inserviente.
Vasca Gel
Questa clinica serve per guarire dalla gelatinite, un'orrenda malattia che fa diventare il corpo del malato molliccio e instabile. Un medico farà salire il paziente in cima a questo macchinario, che provvederà a sfilare lo scheletro dal corpo del malato, ricomporlo, e ricoprirlo con la carne del paziente che tornerà sano dopo questo trattamento "splatter".

## Cloni
Il primo tentativo di analizzare il codice di Theme Hospital risale al 2008. Tramite ingegneria inversa Alexander Gitter ha documentato la struttura dei file della versione per PC del videogioco.

### OpenTH
Nel 2009 sono nati alcuni progetti per sviluppare un clone open source: a febbraio viene sviluppato OpenTH, a luglio CorsixTH e ad ottobre viene creato Java Hospital.

### CorsixTH
CorsixTH è scritto in C++ e Lua. Disponibile per Linux, Microsoft Windows e macOS, il suo codice è sotto licenza MIT. Nel 2012 è stato effettuato un port gratuito per Android ed uno, a pagamento e non autorizzato, su Google Play.